# Circulateur
Ne doit pas être confondu avec Circulateur (optique).

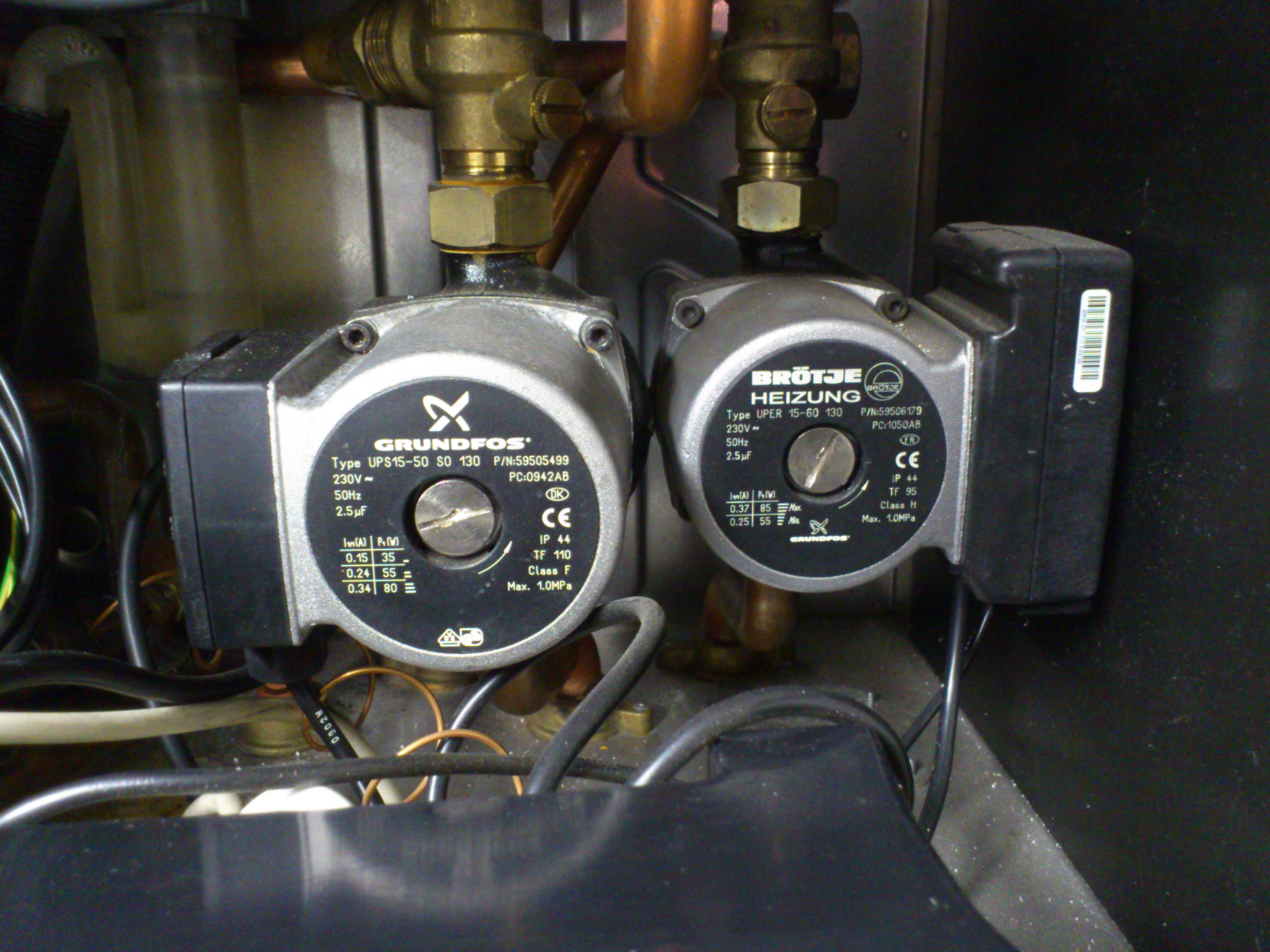
À gauche : circulateur à trois vitesses fixe (chauffe-eau) ; à droite : circulateur à vitesse variable en fonction de la température d'eau.

Un circulateur est, dans une installation de chauffage, une pompe placée sur le circuit de chauffage afin de faire circuler un fluide caloporteur, habituellement de l'eau. Étant donné qu'il s'agit d'un circuit fermé, le circulateur ne doit que compenser les pertes de charges du circuit.

## Type de moteur
Les circulateurs traditionnels sont équipés d'un moteur électrique asynchrone ayant un rendement souvent médiocre.
Les circulateurs à haut rendement sont quant à eux équipés d'un moteur synchrone à aimant permanent.

## Type de régulation
Les circulateurs peuvent être : 

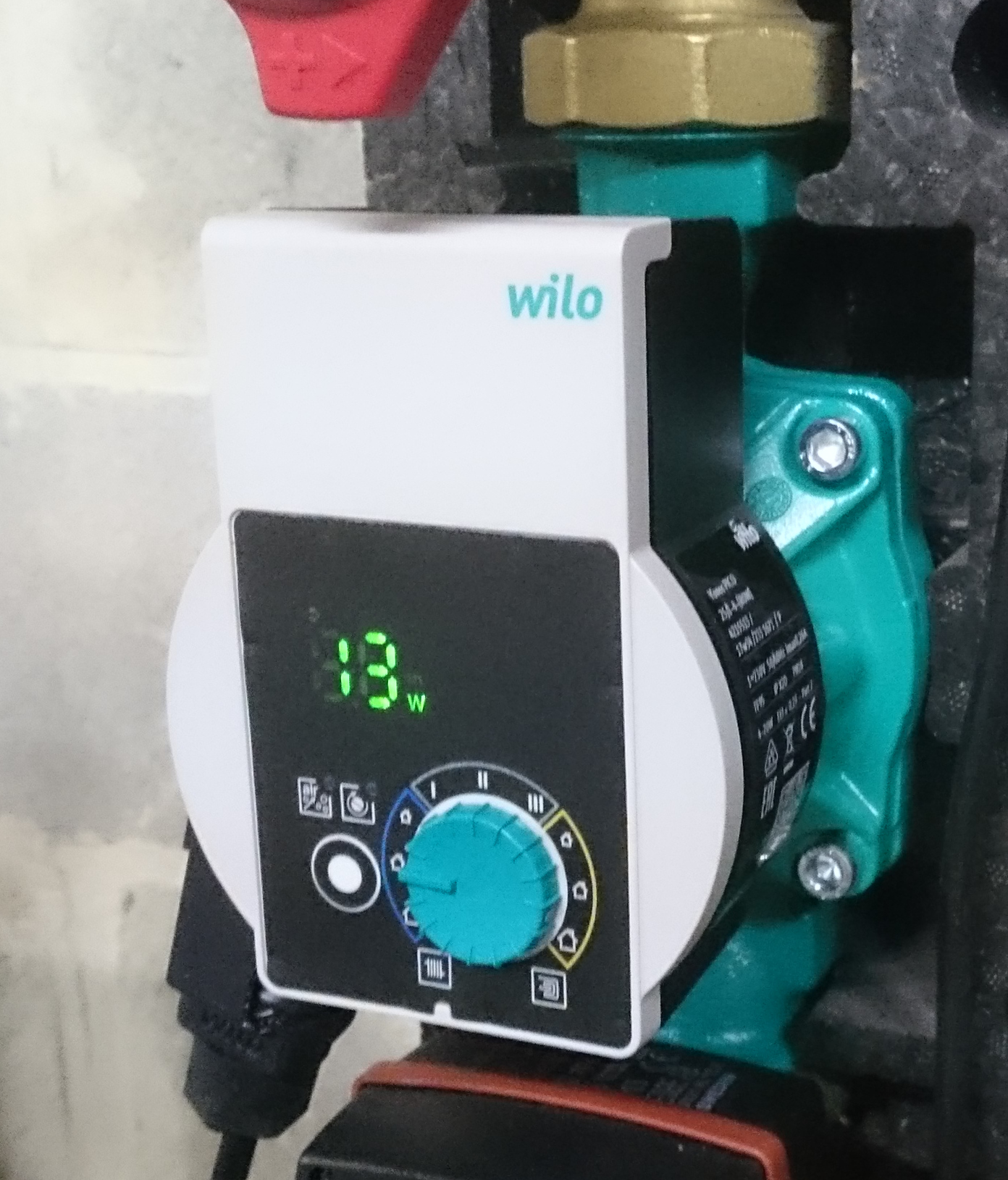
Circulateur à vitesse variable réglable en fonction de la pression ou à vitesse fixe, et à aimant permanent.

- à vitesse réglable fixe (cas le plus courant des circulateurs de chauffe-eau et des anciennes installations) : il en existe avec une ou plusieurs (3 ou 4) vitesses de rotation[2].
- à vitesse variable : le circulateur adapte sa vitesse de rotation :
  - soit pour maintenir la pression constante dans le circuit quel que soit le degré d'ouverture des vannes thermostatiques des radiateurs[3] ;
  - soit en diminuant de façon linéaire la pression du circuit en fonction du degré d'ouverture des vannes thermostatiques des radiateurs[3] ; cela permet de diminuer la consommation du circulateur qui diminue alors sa hauteur manométrique[3] et de diminuer les bruits d'écoulement[4] ;
  - soit en fonction de la température extérieure ou de la température de l'eau (cas le plus courant lorsqu'il n'y a pas de vanne mélangeuse)[3].